# 熊野川

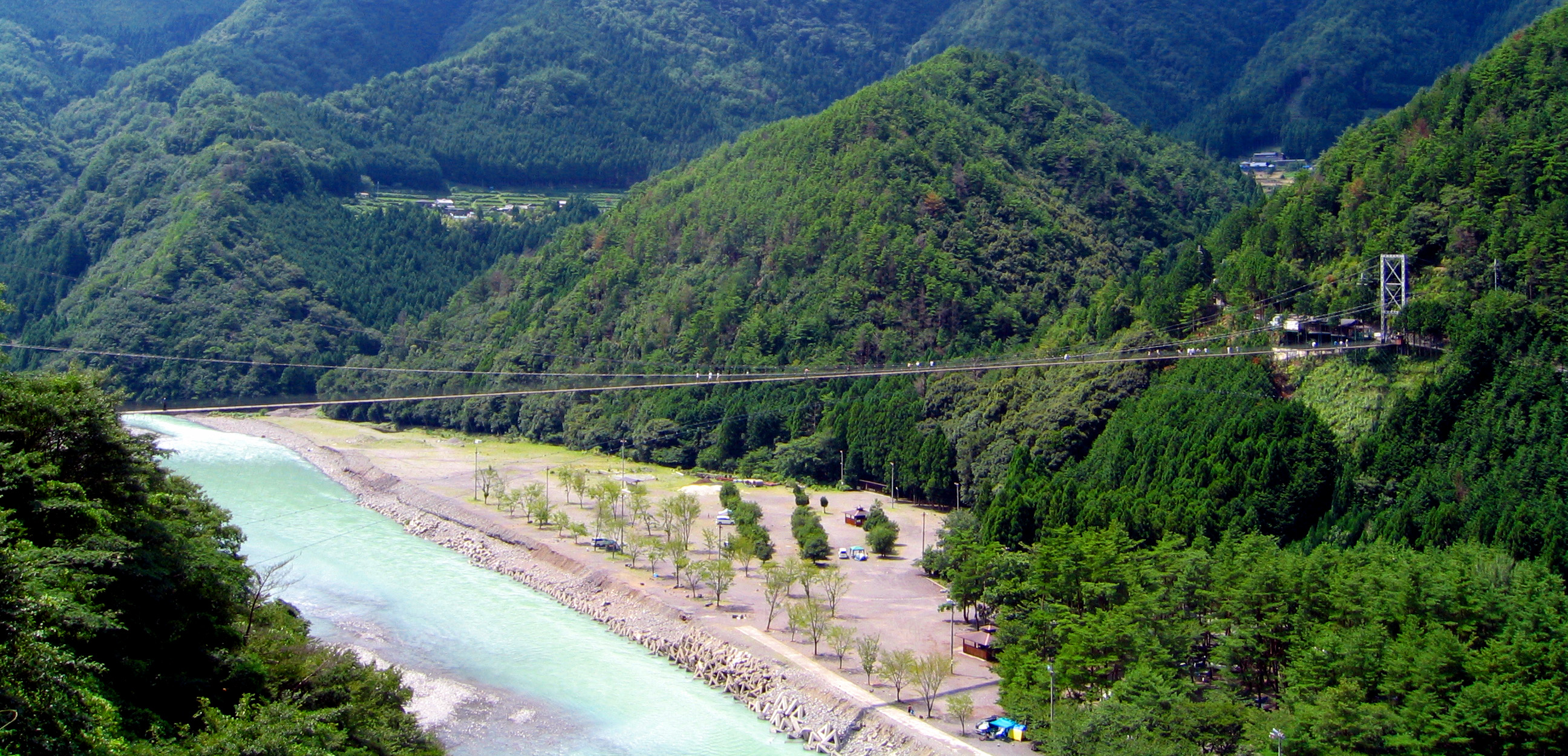
谷瀬の吊り橋

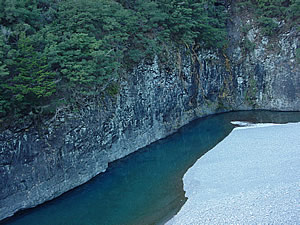
新宮市と十津川村の中間地点付近

熊野川（くまのがわ）は、奈良県、和歌山県および三重県を流れる新宮川水系の本流で一級河川。下流の熊野本宮大社と熊野速玉大社間の流域は、「紀伊山地の霊場と参詣道」の一部として世界遺産に登録されている。
なお、1970年に一級河川の指定を受けた当初は新宮川（しんぐうがわ）であったが、地元では熊野川の呼称が定着しており、変更の要望が多かったため1998年4月9日に法定名称が熊野川と変更された。水系名は新宮川水系のままである。

## 名前
熊野川の名前は下流域の「熊野」という地名から来た。江戸時代の『熊野参詣記』によると「岩田川、畿田川、音無川の三流落合を巴ケ淵と云う、夫より下を熊野川という九里八丁也」とし、本宮より下流を「熊野川」と言うことが分かる。
天川村、五條市内では天ノ川（てんのかわ）と呼ばれ、「高天原」に由来すると言われる。
十津川村内では十津川（とつかわ）と呼ばれ、都や津（港）から遠い川、つまり「遠つ川」という意味である。
河口付近の新宮川は和歌山県側の熊野速玉大社のある「新宮」という地名に由来する。一方、三重県側の旧鵜殿村付近では明治初期から昭和前期頃まで音無川と呼ばれる。

## 地理
奈良県吉野郡天川村の大峰山脈山上ヶ岳に源を発し、十津川渓谷（十津川村）を南流する。その後、和歌山県新宮市と三重県熊野市の境界で大台ケ原を源流とする北山川を併せた後、熊野灘に注ぐ。
和歌山県新宮市熊野川町宮井の合流点より上を「十津川水系」と「北山川水系」に分けることもある。
流域内には吉野熊野国立公園や高野龍神国定公園を含み、国の特別名勝や天然記念物となっている瀞峡（北山川の瀞八丁）などの渓谷景観もある。

## 河川施設
前述の通り急峻なため、ダムが多い。
- 熊野川本流（十津川及び十津川支流も含む）
  - 川迫ダム（川迫川）
  - 九尾ダム（天ノ川）
  - 猿谷ダム（天ノ川）
  - 瀬戸ダム（旭川）
  - 旭ダム（旭川）
  - 風屋ダム（十津川）
  - 二津野ダム（十津川）

- 北山川
  - 坂本ダム
  - 池原ダム
  - 七色ダム
  - 小森ダム

## 参考画像

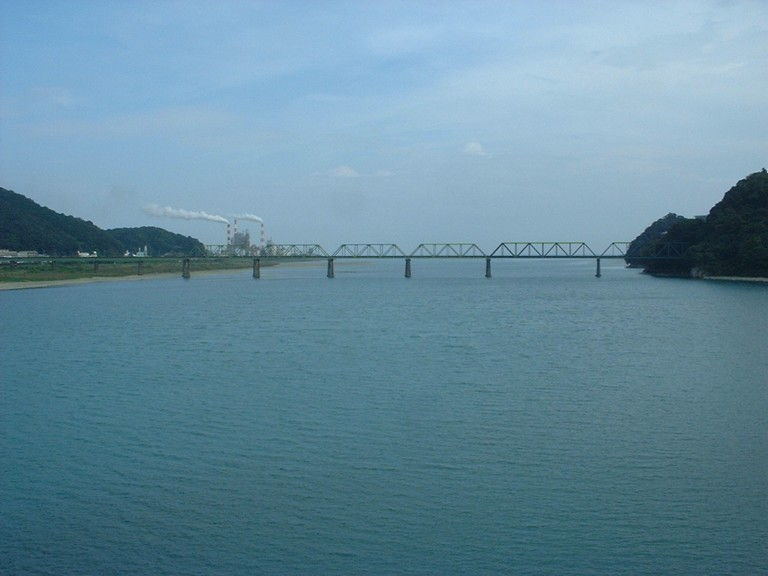
河口付近（左手三重県・右手和歌山県）
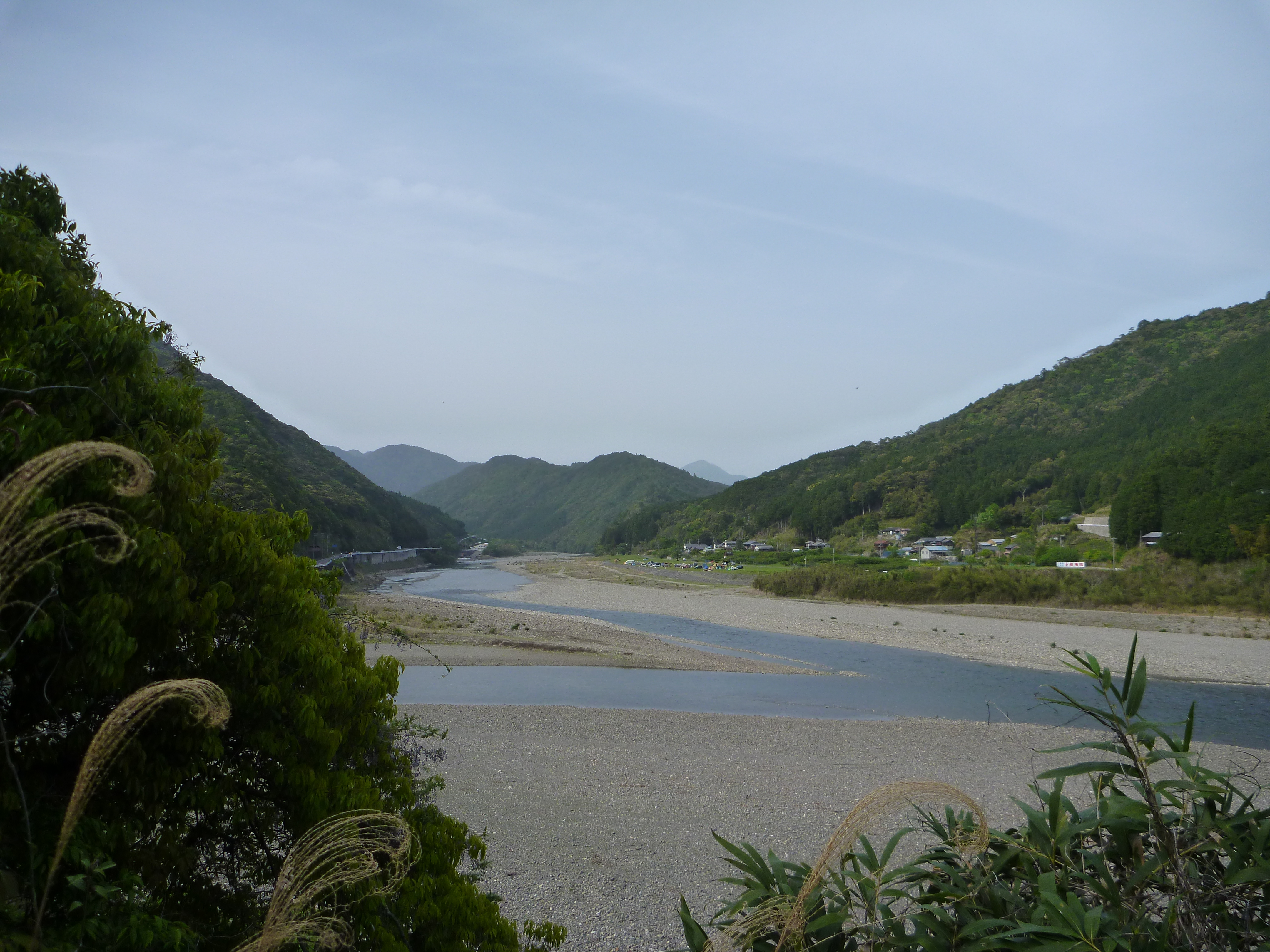
北山川との合流地点

## 流域の自治体
奈良県
吉野郡
 天川村
 十津川村
 五條市
 和歌山県
 田辺市
 新宮市
 三重県
 熊野市
南牟婁郡
 紀宝町

## 歴史
流域は木材の生産が盛んであり、かつてはその木を筏に組んで流していた（木材流送）。1950年10月には53000石 (単位)が流送されている。
国の史跡「熊野参詣道」の一つとして指定されている。川が史跡に指定されるのは珍しい。
2004年7月7日、「紀伊山地の霊場と参詣道」の「熊野参詣道中辺路」の一部として、熊野本宮大社と熊野速玉大社間の流域がユネスコの世界遺産に登録された。現在、世界遺産で唯一の「水上の参詣道」である。

## 治水
河口が砂州により以前より狭くなっており、完全に塞がってしまったこともあった。その後、三重県側の一部が開いたが、再び塞がった場合 新宮市内の市田川に水が逆流する恐れがある。国土交通省紀南河川事務局は、自然現象なので様子を見守っていきたいとしているが、周辺の漁協などからは魚の遡上に悪影響を及ぼすので開削して欲しいとの要望がある。

## 川下り
- 熊野川舟下り - 道の駅瀞峡街道 熊野川近くの河原から熊野速玉大社近くの河原までの約16kmを川舟で下る川下り[8][9]。